# Старе Божеєво
Старе Божеєво (пол. Stare Bożejewo) — село в Польщі, у гміні Візна Ломжинського повіту Підляського воєводства.
Населення — 199 осіб (2011).

## Демографія
Демографічна структура станом на 31 березня 2011 року:
|          | Загалом | Допрацездатний вік | Працездатний вік | Постпрацездатний вік |
| -------- | ------- | ------------------ | ---------------- | -------------------- |
| Чоловіки | 100     | 28                 | 59               | 13                   |
| Жінки    | 99      | 18                 | 51               | 30                   |
| Разом    | 199     | 46                 | 110              | 43                   |